# Dalbergia kingiana
Dalbergia kingiana là một loài thực vật có hoa trong họ Đậu. Loài này được Prain miêu tả khoa học đầu tiên.